# Dimitrios Tombrof
Dimitrios (Dimitri) Michail Tombrof (gr. Δημήτριος (Δημήτρι) Μηχαήλ Τομπρωφ; ur. 5 marca 1878 w Izmirze, zm. w Brukseli, data śmierci nieznana) – grecki biegacz średniodystansowy, olimpijczyk z Aten (1896).
Podczas Igrzysk w Atenach Tombrof wystartował w dwóch biegach na średnim dystansie. W biegu eliminacyjnym na 800 metrów zajął piąte miejsce w gronie pięciu zawodników nie awansując do finału, natomiast jego wynik w biegu na 1500 metrów jest nieznany. Wiadomo że było to miejsce poza czołową czwórką.
Informacje o jego życiu są nieznane.